# Onciale 0166
- Papyrus
- Onciale
- Minuscules
- Lectionnaire

Le Codex 0166, portant le numéro de référence 0166 (Gregory-Aland), est un manuscrit du Nouveau Testament sur parchemin écrit en écriture grecque onciale. 

## Description
Le codex se compose d'un folio. Il est écrit en deux colonnes, de 28 lignes par colonne. Les dimensions du manuscrit sont 5 x 7,4 cm. Les paléographes datent ce manuscrit du Ve siècle,. Il a esprits et accents.
C'est un manuscrit contenant le texte incomplet des Actes des Apôtres (28,30-31) et Épître de Jacques (1,11). 
Le texte du codex représenté est de type mixte. Kurt Aland le classe en Catégorie III. 
Texte
| Page recto (Acts 28:30-31) ΕΝ]ΕΜ[ΕΙΝΕΝ] ΔΕ ΔΙΕΤΙΑΝ ΟΛΗΝ ΕΝ ΙΔΙΩ ΜΙΣΘΩΜΑΤΙ ΚΑΙ ΑΠΕΔΕ[ΧΕΤΟ] ΠΑΝΤΑΣ [ΤΟΥΣ] ΕΙΣΠΟΡΕΥΟ[ΜΕ] ΝΟΥΣ ΠΡΟ[Σ ΑΥΤΟΝ] ΚΗΡΥΣ[ΣΩΝ ΤΗΝ [ΒΑΣ]ΙΛ[ΕΙΑΝ] | Page verso (James 1:11) [ΚΑ]Υ[Σ]ΟΝ[Ι] [ΚΑΙ ΕΞΗΡΑΝ]ΕΝ ΤΟ [Ν ΧΟΡΤΟΝ ΚΑ]Ι ΤΟ Α [ΝΘΟΣ ΑΥΤΟΥ] ΕΞΕΠΕ [ΣΕΝ ΚΑΙ] Η ΕΥΠΡΕ [ΠΕΙΑ Τ]ΟΥ ΠΡΟΣΩΠΟΥ [ΑΥΤΟ]Υ ΑΠΩΛΕΤΟ [ΟΥΤΩΣ ΚΑΙ Ο ΠΛΟΥΣΙΟΙΣ [ΕΝ Τ]ΑΙ[Σ ΠΟΡΕΙΑΙΣ] |

Lieu de conservation
Il est actuellement conservé à l'Université de Heidelberg (Pap. 1357).